# Pictacsa commoni
Pictacsa commoni is een insect uit de familie van de vlinderhaften (Ascalaphidae), die tot de orde netvleugeligen (Neuroptera) behoort. 
Pictacsa commoni is voor het eerst wetenschappelijk beschreven door New in 1984.